# Bajandaevskij rajon
Il Bajandaevskij rajon (in russo Баяндаевский район?) è un rajon dell'Oblast' di Irkutsk, nella Russia asiatica.
Il rajon si trova compreso nell'altopiano della Lena e dell'Angara ed è soggetto ad un clima continentale: inverni lunghi e nevosi con temperature molto basse (oltre i -40 °C) ed estati corte. L'area dispone di rilevanti depositi di ghiaia, argilla, limo e calcare; degni di menzione sono anche giacimenti di carbone e lignite.